# Новоселско училище (Щип)
Новоселското училище (на македонска литературна норма: Новоселско училиште) е възрожденска училищна сграда в щипския квартал Ново село, Северна Македония.
Българското училище в Ново село е издържано от богатата Щипска българска община - още в 1875 година общината приема Екзархията да издържа само директора на училището, а тя самата внася в екзархийската каса над 300 лири от вули. Основният камък на новата училищна сграда в двора на църквата „Успение Богородично“ е положен в 1877 година. В училището в 1894 - 1896 година преподава Гоце Делчев, затова по-късно училището получава неговото име. На стената към църквата има релеф на Гоце Делчев. Училището престава да се използва като училищна сграда и в началото на 21-ви век се реконструира и в него е настанен ректоратът на Щипския университет.